# 灭火防护服
灭火防护服又称消防服、消防衣，是消防员在扑救火灾时穿着的专用个人防护服装。现在的灭火防护服通常由外层、防水透气层、隔热层、舒适层等多层构成，一般为上下分体式，与灭火防护头盔、头套、靴同时使用。不同国家、地区的消防部门采用的灭火防护服颜色会有所不同，常有藏青色、金黄色、银色、橙红色等。